# Turystyczne enduro

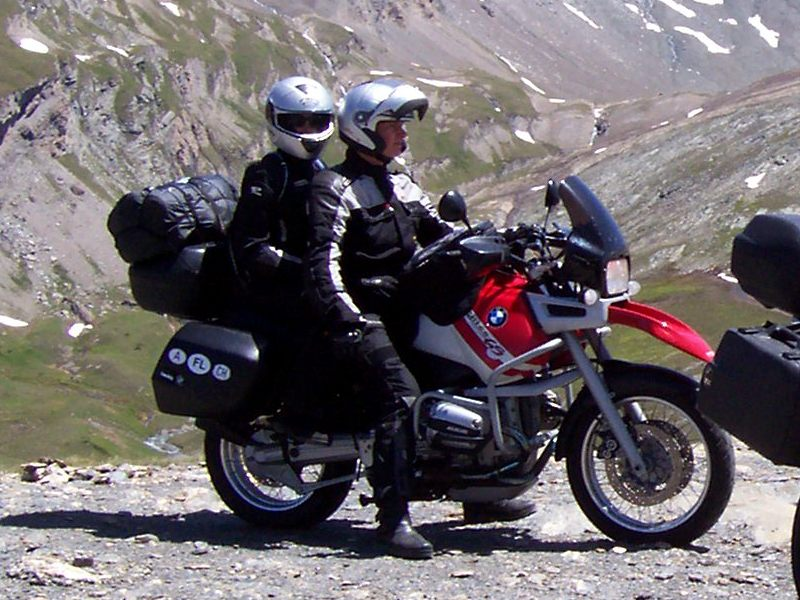
Turystyczne enduro w podróży (BMW R1100GS)

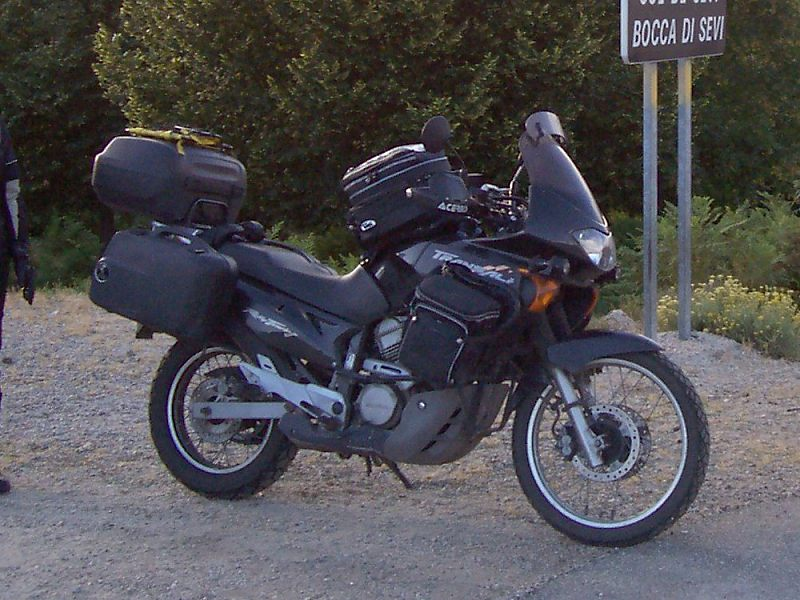
Turystyczne enduro w trasie (Transalp)

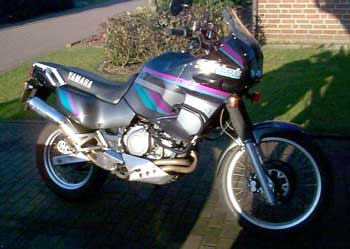
Yamaha XTZ750 Super Tenere

Turystyczne enduro (ang. Adventure touring) – kategoria motocykla należąca do klasy dual-sport, do której należą motocykle posiadające jednocześnie cechy motocykla turystycznego i enduro. Spotyka się również określenie tej klasy motocykli jako ON/OFF (ON/OFF Road) co jednoznacznie wskazuje na możliwość poruszania się zarówno po drogach jak i w (lekkim) terenie. Inne spotykane określenie klasy to Adventure. Klasa motocykla stworzona dla umożliwienia odbywania podróży również poza utwardzonymi drogami.
Charakterystyczne cechy turystycznego enduro:
- Duży prześwit, często na poziomie 20 cm,
- Duży skok zawieszenia,
- Przednie koło o większej średnicy niż tylne, np. tył 17 cali, przód 19 lub 21 cali. Takie zwiększenie średnicy przedniego koła daje lepsze prowadzenie pojazdu w terenie,
- Handbary,
- Gmole,
- Stosunkowa duża pojemność baku paliwa dla większych przebiegów między tankowaniami,
- Często stosowana jest osłona silnika chroniąca go przed mechanicznym uszkodzeniem w terenie.
- Siedzenie, owiewki, ogólna pozycja kierowcy wykonane w taki sposób aby zapewnić duży komfort podróżowania na dalekich dystansach.

Motocykle tej klasy można łatwo doposażyć w kufry na bagaże niezbędne w podróży. Niektóre modele posiadają wręcz fabryczne mocowania pod kufry lub nawet same kufry. 
Na rynku są też oferowane opony o bardziej terenowym bieżniku w rozmiarach dopasowanych do rozmiarów kół właśnie tej klasy motocykli, które zwiększają bezpieczeństwo jazdy po luźnych nawierzchniach.

## Przykłady turystycznych enduro
- BMW seria GS
- Honda Transalp, Varadero 1000, Varadero 125, XRV 750 Africa Twin      ,NC 750X
- KTM 990 Adventure
- Suzuki V-Strom
- Yamaha Tenere, Super Ténére
- Kawasaki KLE 500, Versys 650
- Triumph Tiger Explorer
- Aprilia ETV 1000 Caponord